# Szum rodzi hałas
Szum rodzi hałas – debiutancki album duetu POE. Ukazał się 23 maja 2005 roku nakładem wytwórni Asfalt Records.

## Lista utworów
Opracowano na podstawie materiału źródłowego.
1. „Zielony parlament Cz. I (Intro)” – (2:04)
2. „Wiele dróg” – (4:54)
3. „Nadzieja we krwi” – (3:50)
4. „Muszę stąd odejść” – (3:02)
5. „Kochaj żyć” – (3:46)
6. „Korale”  (tekst: Natalia Korczakowska) – (4:36)
7. „Wsłuchaj się” – (4:58)
8. „Raj młodocianych bogów” – (3:00)
9. „Gdy mam dyszke” – (4:23)
10. „Strach” – (3:29)
11. „To ja mam flow” – (3:04)
12. „Radio” – (3:43)
13. „Zielony parlament Cz. II (Outro)”
14. „Nie potrafię gwizdać” (hidden track)

## Twórcy
Opracowano na podstawie materiału źródłowego.

- O.S.T.R. – rap, słowa
- Emade – produkcja, miksowanie
- Natalia Korczakowska – słowa w utworze „Korale”
- Iza Kowalewska – śpiew w utworze „Korale”
- Tytus – producent wykonawczy
- Jacek Gawłowski – mastering
- Marek Dulewicz – realizacja nagrań
- Jerzy Zagórski – gitara w utworze „Nadzieja We Krwi”
- Dominik Trębski – trąbka w utworze „Wsłuchaj Się”
- Paweł Fabiański – zdjęcia
- Titografia – oprawa graficzna